# حمزة نمرة
حمزة نمرة مؤلف موسيقي ومغنٍ، وعازف جيتار مصري، من مواليد 15 نوفمبر 1980 اسمه الحقيقي حمزة حسام مصطفى مهتم بالثقافة العربية الأصيلة محاولًا تجسيد العلاقات الاجتماعية والإنسانية من خلال أغانيه. أصدر حمزة نمرة أربع البومات من إنتاج شركة تسجيلات أوايكننغ: «احلم معايا» و«انسان» و«اسمعني» و«هطير من تاني»، في مارس 2018 أصدر ألبومه الرابع «هطير من تاني» من إنتاجه الخاص، وفي عام 2020 أصدر ألبوم بعنوان «مولود سنة 80» وفي عام 2023 أصدر ألبومه السادس بعنوان «رايق» من إجمالي 6 ألبومات موسيقية حتى الآن.

## حياته
ولد في 15 نوفمبر 1980 في السعودية. وحصل على درجة البكالوريوس في التجارة باللغة الانجليزية من جامعة الإسكندرية عام 2003.

## مشواره الفني
- بدأ اهتمامه بالموسيقى في سن مبكرة. ولما أصبح في السابعة عشرة، بدأ في تعلم الموسيقى والغناء، وعاصر واختلط مع معظم الاتجاهات الموسيقية السائدة في ذلك الوقت في الإسكندرية، وكان من ضمنها اتجاه إحياء نموذج الفرق الموسيقية.
- في عام 1999 التحق بفريق «الحب والسلام» بقيادة الموسيقي «نبيل البقلي»، وأثرت تلك الفترة بشكل عميق في تكوين شخصيته الموسيقية والإنسانية، وتعلم على يد «نبيل البقلي» التأليف الموسيقي والتلحين.[5]
- خلال الفترة 1999-2000 قدّم حمزة العديد من العروض مع فريق الحب والسلام كمغن وعازف جيتار، مما أكسبه خبرة جيدة فنياً وصقل موهبته بشكل كبير.
- عام 2001، استقل حمزة عن الحب والسلام، وقدّم نموذجاً للفريق الموسيقي تحت اسم «نميرا» وكان ذلك بمثابة أول مشروع موسيقي لحمزة، حيث بدأ في تقديم العديد من ألحانه من خلال الفريق، كان حمزة مغني الفريق وعازف الجيتار.استمر الفريق حتى عام 2004.
- عام 2006 بدأ في الإعداد للألبوم الأول بعنوان «احلم معايا» والذي اشتركت في تنفيذه مجموعة من أفضل الموسيقيين بالإضافة إلى أصدقائه من فريق نميرا والفرق الموسيقية المختلفة.

وفي عام 2011 أنتج البوم إنسان الذي حققق أكبر نسبة مبيعات وهو الأفضل في عام 2012.
- أنتجت له ألبومه الأول شركة أواكيننج ريكوردز، كما غنى أكثر من أغنية للشيخ سيد درويش.
- يدرس حمزة في مجال الموسيقى والهندسة الصوتية على الإنترنت في بيركلي ميوزيك أونلاين التابعة لكلية بيركلي الأمريكية للموسيقى.
- عام 2012 أنشد شارة النهاية برنامج خواطر في جزئه الثامن الذي يعرض على قناة إم بي سي في شهر رمضان المبارك، وأيضاً تتر برنامج سحر الدنيا الذي يقدمه الداعية الإسلامي مصطفى حسني ويعرض على قناة اقرأ والنهار وغنى تتر البرنامج الإذاعي «ع القهوة» الذي يقدمه الإعلامي أحمد يونس علي إذاعة نجوم اف ام.
- تمّ حظر أغاني حمزة نمرة من محطّات الإذاعة الرّسميّة في نوفمبر 2014م بسبب «انتقاد النّظام».[6]
- 2018 رحل حمزة نمرة عن شركة Awakening Music وانشأ شركته الخاصة تحت مسمى Namira ويقيم حاليا في لندن بسبب منعه من دخول مصر وذلك لتقديم اتهامات ضده انه معادي للنظام

## أعماله

### ألبوماته
| تاريخ الإصدار | العنوان      | القائمة |
| ------------- | ------------ | --- |
| 2008          | احلم معايا   | 1. مرجيحة 2. احلم معايا 3. كنا واحنا صغار 4. فتح شبابيك عينيك 5. شد الحزام 6. يا طير 7. وانا ف طريقي 8. التغريب 9. يا رب 10. احلم معايا (Acoustic Version) 11. يا مصري                                |
| 2011          | إنسان        | 1. إنسان 2. هنسى 3. التغريبة 2 4. يا مهون 5. اوعدوني 6. ابن الوطن 7. بلدي يا بلدي 8. يا هناه 9. دوري 10. على باب الله 11. وشوش 12. صوت                                                                |
| 2014          | اسمعني       | 1. أي كلام 2. ضلمت كدا ليه 3. القطر 4. اسمعني 5. كله بيعدي 6. لا تبك 7. مع السلامة 8. صباح الخير 9. تسمحي 10. يا لا لا 11. يا مظلوم 12. يا سيدي                                                       |
| 2015          | المسحراتي    | 1. اخر ليلة 2. ليلة قدر 3. دقة طبلة 4. عشر ايام 5. استغفار 6. انتظار 7. ابليس 8. وصفة 9. خاتمة 10. نابليون 11. الام 12. تراويح 13. نبينا 14. مانيش درويش 15. هلال 16. غربة 17. كورة 18. زحمة 19. زينة |
| 2018          | هطير من تاني | 1. داري يا قلبى 2. شيكايو 3. ولا صحبة أحلى 4. بص بص 5. زهرة 6. الواد العبيط 7. داري يا قلبى (جيتار) 8. مَدد 9. شوية حبايب 10. هطير من تانى                                                             |
| 2020 - 2021   | مولود سنة 80 | 1. مولود سنة 80 2. الوقعة الأخيرة 3. استعيذو 4. فاضي شوية 5. ستة صباحا 6. يابا 7. مش مهم 8. أحكيلك خوفي 9. معلش 10. القصة واللي كان 11. غنوة ليك من قلبي 12. فيه ناس                                  |
| 2023          | رايق         | 1. رايق 2. غروب 3. إسكندرية 4. رياح الحياة 5. لعله خير 6. أنا الطيب 7. مش سليم 8. شيخ العرب 9. أكيد راجعين 10. عالم كدابة 11. مرايات 12. ورجعنا لوجع القلب 13. يا سفينة                               |

### مرئيات موسيقية
| تاريخ الإصدار | العنوان                                              |
| ------------- | ---------------------------------------------------- |
| 2008          | - احلم معايا                                         |
| 2009          | - عصفورين                                            |
| 2010          | * يا إسرائيل - أنا المصري                            |
| 2011          | - إنسان - هيلا هيلا يا مطر - مواويل - لسه العدل غياب |
| 2012          | - الميدان                                            |
| 2014          | - واقولك ايه                                         |
| 2015          | - غربة (المسحراتي)                                   |
| 2015          | - نابليون (المسحراتي)                                |
| 2018          | - داري يا قلبي                                       |

## برنامج ريميكس
بدأ حمزة نمرة في تقديم أول عمل إعلامي له وهو برنامج «ريميكس» على قناة التلفزيون العربي في أبريل 2016. يقدم نمرة في البرنامج أغاني شعبية عربية بعد إعادة توزيعها باستخدام أنماط الموسيقى الغربية.

### الموسم الأول (2016)
| رقم الحلقة | الأغنية                                 | بالاشتراك مع           | تاريخ الحلقة  | مصدر   |
| ---------- | --------------------------------------- | ---------------------- | ------------- | ------ |
| 1          | إناس إناس (المغرب)                      | Reminisce              | 15 أبريل 2016 | [ 8 ]  |
| 2          | وساري سار الليل/وين ع رام الله (الأردن) | طارق الناصر ومجموعة رم | 21 أبريل 2016 | [ 9 ]  |
| 3          | يا ظريف الطول (فلسطين)                  | 47 سول                 | 28 أبريل 2016 | [ 10 ] |
| 4          | يا عود الرمان (السعودية)                |                        | 5 مايو 2016   |        |
| 5          | يا ناس جرت لي غرايب (تونس)              |                        | 12 مايو 2016  |        |
| 6          | ومال المقادير (مصر)                     | Nour project           | 19 مايو 2016  | [ 11 ] |
| 7          | مانيش منا (المغرب/الجزائر)              | AlQuora                | 26 مايو 2016  | [ 12 ] |
| 8          | سالمة يا سلامة (مصر)                    | Wraggle Taggle Band    | 2 يونيو 2016  | [ 13 ] |
| 9          | وين أيامك وين (ليبيا)                   | حميد الشاعري           | 7 يوليو 2016  | [ 14 ] |
| 10         | يا بحر الطوفان (الجزائر)                | Valkania               | 14 يوليو 2016 | [ 15 ] |
| 11         | چل چل عليه الرمان (العراق)              |                        | 21 يوليو 2016 |        |
| 12         | يوما تعاتبنا (مصر)                      |                        | 28 يوليو 2016 |        |

### الموسم الثاني (2018)
| رقم الحلقة | الأغنية                         | بالاشتراك مع          | تاريخ الحلقة   | مصدر   |
| ---------- | ------------------------------- | --------------------- | -------------- | ------ |
| 1          | خليلي (مغاربي)                  |                       | 28 سبتمبر 2018 |        |
| 2          | يما مويل الهوى (فلسطين)         |                       | 5 أكتوبر 2018  |        |
| 3          | دار يا دار (لبنان)              | فريق افتكاسات         | 12 أكتوبر 2018 | [ 16 ] |
| 4          | الصينية (المغرب)                | أوتوستراد             | 26 أكتوبر 2018 | [ 17 ] |
| 5          | يا طير يا طاير                  | فرقة Balkanatics      | 2 نوفمبر 2018  | [ 18 ] |
| 6          | قمر الغربة                      | ARTMASTA              | 9 نوفمبر 2018  | [ 19 ] |
| 7          | أيوب ونعسة                      | عازف القانون "آيتاتش" | 16 نوفمبر 2018 | [ 20 ] |
| 8          | يا يمه فيه دقة ع بابنا (فلسطين) | فريق Smith and Sons   | 23 نوفمبر 2018 | [ 21 ] |
| 9          | مولاي صلي                       | Emre Moğulkoç         | 30 نوفمبر 2018 | [ 22 ] |
| 10         | يا زارع البزرنكوش (العراق)      | Declan Zapala         | 7 ديسمبر 2018  | [ 23 ] |
| 11         | عيطة العمالة (المغرب)           | حبيب بلقزيز           | 14 ديسمبر 2018 | [ 24 ] |
| 12         | نازاني (أرمينيا)                |                       | 21 ديسمبر 2018 |        |
| 13         | يا لميمة (تونس)                 | 8-Ball                | 28 ديسمبر 2018 | [ 25 ] |

### الموسم الثالث (2020)
| رقم الحلقة | الأغنية                             | بالاشتراك مع                 | تاريخ الحلقة   | مصدر   |
| ---------- | ----------------------------------- | ---------------------------- | -------------- | ------ |
| 1          | يا ديرتي (سوريا)                    | Ramon Ruiz                   | 31 يناير 2020  | [ 26 ] |
| 2          | صاحب السعادة (مصر)                  | Phill Dando Big Band         | 7 فبراير 2020  | [ 27 ] |
| 3          | وين الغالي يا دار (بدوي: مصري-ليبي) | Lowkey & remince Ragea       | 14 فبراير 2020 | [ 28 ] |
| 4          | يا ولد عمي (مصر)                    | الملحن كريم عبد الوهاب       | 21 فبراير 2020 | [ 29 ] |
| 5          | كيفوكيم (كردي)                      | Matt Walklate                | 28 فبراير 2020 | [ 30 ] |
| 6          | هاتجن ياريت يا خوانا (مصر)          | Thomas Benjamin Wild Esq     | 6 مارس 2020    | [ 31 ] |
| 7          | يا حسرة عليك يا دنيا (الجزائر)      | أمين بفرقة بابيلون           | 13 مارس 2020   | [ 32 ] |
| 8          | سرّي في بالي تخبّى (تونس)             | الموزع أحمد رامي             | 20 مارس 2020   | [ 33 ] |
| 9          | قبل الفجر (الصومال)                 | عصام بشيري من فرقة آوتلانديش | 27 مارس 2020   | [ 34 ] |

### الموسم الرابع (2022)
| رقم الحلقة | الأغنية                     | بالاشتراك مع | تاريخ الحلقة  | مصدر   |
| ---------- | --------------------------- | ------------ | ------------- | ------ |
| 1          | يا المنفي (الجزائر)         | فرقة جدل     | 12 مايو 2022  | [ 35 ] |
| 2          | يا صانع اصنعلي طيارة (عمان) |              | 19 مايو 2022  |        |
| 3          | عصفور طل من الشباك (لبنان)  |              | 26 مايو 2022  |        |
| 4          | هيلا يا رمانة (الكويت)      | علاء وردي    | 2 يونيو 2022  | [ 36 ] |
| 5          | عاليادي                     | فرقة العقبة  | 9 يونيو 2022  | [ 37 ] |
| 6          | شوباني                      |              | 16 يونيو 2022 |        |
| 7          | هدي يا بحر (فلسطين)         |              | 23 يونيو 2022 |        |
| 8          | إنت مين (مصر)               |              | 30 يونيو 2022 |        |
| 9          | جزى البارحة                 |              | 7 يوليو 2022  |        |
| 10         | ألو ألو (الجزائر)           |              | 14 يوليو 2022 |        |
| 11         | خليها على الله              |              | 21 يوليو 2022 |        |
| 12         | الله لون يالون              |              | 28 يوليو 2022 |        |
| 13         | حكمت الاقدار (مغاربي)       | فرقة Aykonz  | 4 أغسطس 2022  | [ 38 ] |

## عنه
يحاول حمزة أن يعبر عن أفكار وقضايا معاصرة يعيشها المجتمع المصري والعربي، بِأُسلوب فني لا يخلو من الروح المصرية، ولكن باستخدام الأنماط الغربية المعاصرة.
يرى حمزة أنه ليس إلا واحداً من هذا الجيل الذي نشأ في ظروف اقتصادية وسياسية واجتماعية مختلفة عن الأجيال السابقة، ليس المهم أيهم كان أصعب، ولكن الشيء الأكيد أن هذه الظروف قد شكلت وجدان وأفكار هذا الجيل. شارك في ثورة 25 يناير، وكان دائم التردد على ميدان التحرير، وكانت أغنيته «احلم معايا» بمثابة رمز للثورة، ورأها البعض «تميمة حظ الثورة». كما كتب على حسابه الخاص في «تويتر»: «من ذاق طعم مصر التي في ميدان التحرير لن يستطيع أن يرضى عن مصر التي عصرنا على سيئاتها لمونة وبلعناها، لن يستطيع أن يرضى بالخوف والخنوع بعد ما ملأ رئتيه بالحرية والكرامة». ما يحاول حمزة فعله هو التعبير عن هذه الأفكار بشكل غنائي يلمس فيه المستمع صدق المعاني والأحاسيس وإنسانية الفكرة.

## وصلات خارجية
- الموقع الرسمي
- حمزة نمرة على موقع ميوزك برينز (الإنجليزية)
- حمزة نمرة على موقع ديسكوغز (الإنجليزية)